# William Van Horn
William Van Horn, född 15 februari 1939 i Kalifornien, är en amerikansk författare och tecknare av Kalle Anka-serier. 1961 tog Van Horn examen i illustration vid California College of Arts and Crafts. Innan han 1987 började rita Kalle Anka hade han nått viss framgång med sin egen seriefigur Nervous Rex. Van Horn fick äran att illustrera Carl Barks sista manus "En historisk häst i hästväg" (CBSV 30) (originaltitel "Horsing Around with History"), med svensk publikation i Kalle Anka & c:o 51/1994.
En bok om William Van Horn med ett urval ur hans serier gavs ut i Hall of Fame-serien 2006.
Som regel både skriver han och tecknar sina historier, även om han samarbetade en del med John Lustig i början av sin karriär. Van Horns serier har oftast Kalle i huvudrollen, men han även tecknat många serier inspirerade av Duck Tales, och använder ibland Sigge McKvack som huvudperson. Han har skapat seriefiguren Slöfus McFjäs, som är Joakim von Ankas late halvbror.
Williams son Noel Van Horn tecknar Musse Pigg-historier, och använder sig av en liknande ledig tecknarstil.

## Stil
William Van Horn har en känsla av surrealism, absurd humor, och ironi i sina historier. Inte sällan experimenterar de med metahumor och självreferenser. Handlingen rör sig ofta runt tämligen blygsamma och vardagliga teman. I klassisk Barks-anda begränsar han sig oftast till tiosidiga humorhistorier.
Teckningsmässigt hör hans stil till de mer distinkta. Han använder sig ofta av stora svarta ytor, tjocka linjer, och ritar figurerna med ojämna, lediga drag. Van Horn ritar ofta skumma män med iögonfallande tänder, och kraftiga damer med bestämd attityd. En sorts signatur är de surrande flugor han ofta låter surra runt Kalle i öppningsrutan och här och var i serierna.